# Січуейт (Массачусетс)
Січуейт (англ. Scituate) — місто (англ. town) в США, в окрузі Плімут штату Массачусетс. Населення — 19 063 особи (2020).

## Демографія
Згідно з переписом 2010 року, у місті мешкали 18 133 особи в 6859 домогосподарствах у складі 4926 родин. Було 8035 помешкань
Расовий склад населення:
| - 96,1 % — білих - 0,8 % — азіатів - 0,6 % — чорних або афроамериканців - 0,1 % — корінних американців - 1,2 % — осіб інших рас |

До двох чи більше рас належало 1,3 %. Частка іспаномовних становила 1,1 % від усіх жителів.
За віковим діапазоном населення розподілялося таким чином: 25,1 % — особи молодші 18 років, 57,7 % — особи у віці 18—64 років, 17,2 % — особи у віці 65 років та старші. Медіана віку мешканця становила 45,1 року. На 100 осіб жіночої статі у місті припадало 92,0 чоловіків;  на 100 жінок у віці від 18 років та старших — 88,1 чоловіків також старших 18 років.
Середній дохід на одне домашнє господарство  становив 142 768 доларів США (медіана — 111 865), а середній дохід на одну сім'ю — 164 420 доларів (медіана — 135 467). Медіана доходів становила 98 136 доларів для чоловіків та 74 091 долар для жінок. За межею бідності перебувало 4,2 % осіб, у тому числі 4,2 % дітей у віці до 18 років та 5,8 % осіб у віці 65 років та старших.
Цивільне працевлаштоване населення становило 9264 особи. Основні галузі зайнятості: освіта, охорона здоров'я та соціальна допомога — 21,8 %, науковці, спеціалісти, менеджери — 16,0 %, фінанси, страхування та нерухомість — 14,3 %.